# Hypoderma (champignon)
Pour les articles homonymes, voir Hypoderma.
Genre
Hypoderma est un genre de champignons ascomycètes phytopathogènes de la famille des Rhytismataceae.

## Description

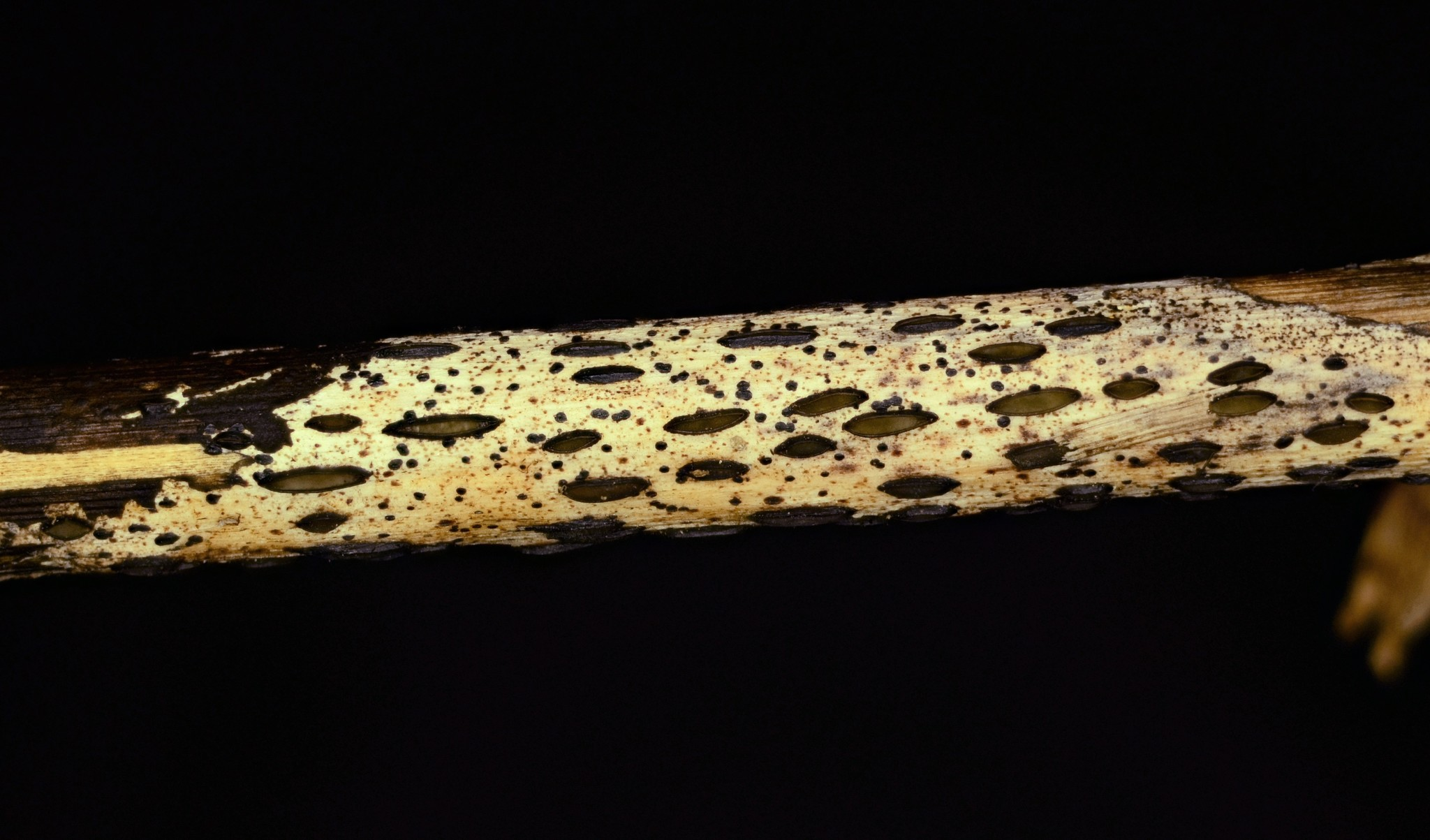
Taches noires causées par Hypoderma rubi sur une tige de plante.

Hypoderma parasite les feuilles, pétioles et rameaux d'une large gamme de plantes ligneuses, des Dicotylédones et des Conifères. La transmission se fait par ascospores en suspension dans l'air par temps humide.

## Taxinomie
Le nom correct complet (avec auteur) de ce taxon est Hypoderma De Not., 1847. Hypoderma rubi est l'espèce type.
Il existe un homonyme senior, Hypoderma DC., 1805 nom. rej., synonyme de Lophodermium Cheval., 1826, également de la famille des Rhytismataceae. En effet, le lectotype du genre Hypoderma DC. choisi par Höhnel en 1917 n'était plus acceptable, à la suite des modifications de l'article 13 du Code international de nomenclature botanique adoptées à Sydney en 1981.

### Synonymes
Hypoderma De Not. a pour synonymes :
- Epidermella Tehon, 1935
- Hypodermopsis Kuntze, 1898
- Locelliderma Tehon, 1935
- Lophoderma Chevall., 1822

### Liste des espèces
Selon MycoBank (16 février 2025) :
- Hypoderma abietinum Ellis & Everh., 1897
- Hypoderma aceris Henn. & Lindau, 1893
- Hypoderma actinothyrium (Fuckel) Kuntze, 1898
- Hypoderma agapanthi Petr., 1929
- Hypoderma alborubrum P.R. Johnst., 1990
- Hypoderma allicinum Arx, 1950
- Hypoderma allii Schmid-Heckel, 1988
- Hypoderma alpinum Spooner, 1981
- Hypoderma ampelodesmi Ces., 1881
- Hypoderma andinum Speg., 1909
- Hypoderma antarcticum (Speg.) Kuntze, 1898
- Hypoderma apiculatum (Wormsk. ex Fr.) Kuntze, 1898
- Hypoderma apocyni Tehon, 1939
- Hypoderma aquilinum (Schumach.) Rehm, 1875
- Hypoderma arundinaceum (Schrad.) DC., 1805
- Hypoderma asphodeli Losa, 1947
- Hypoderma aurantii Biv., 1815
- Hypoderma berberidis C.L. Hou & M. Piepenbr., 2006
- Hypoderma bidwillii P.R. Johnst., 1990
- Hypoderma bihospitum P.R. Johnst., 1990
- Hypoderma borneense Spooner, 1991
- Hypoderma brachysporum Speg., 1895
- Hypoderma brachysporum (Rostr.) Tubeuf, 1895
- Hypoderma breve (Berk.) Kuntze, 1898
- Hypoderma campanulatum P.R. Johnst., 1990
- Hypoderma caricinum (Roberge ex Desm.) Kuntze, 1898
- Hypoderma caricis S.J. Wang, Li Chen & Y.R. Lin, 2007
- Hypoderma carinatum P.R. Johnst., 1990
- Hypoderma caryae Tehon, 1939
- Hypoderma cassandrae Ellis & Everh., 1894
- Hypoderma ciliatum (Lib. ex Speg. & Roum.) Kuntze, 1898
- Hypoderma clavuligerum (Speg.) Kuntze, 1898
- Hypoderma commune (Fr.) Duby, 1862
- Hypoderma conigenum (Pers.) DC., 1805
- Hypoderma cookianum P.R. Johnst., 1990
- Hypoderma cordylines P.R. Johnst., 1990
- Hypoderma corni (Kunze & J.C. Schmidt ex Fr.) De Not., 1847
- Hypoderma crispum (Pers.) DC., 1815
- Hypoderma culmigenum (Fr.) Kuntze, 1898
- Hypoderma cunninghamiae Teng, 1936
- Hypoderma cuspidatum C.L. Hou & M. Piepenbr., 2006
- Hypoderma deformans Weir, 1916
- Hypoderma desmazieri Duby, 1862
- Hypoderma dracaenae (W. Phillips & Harkn.) Kuntze, 1898
- Hypoderma dryadis Nannf. ex L. Holm, 1979
- Hypoderma dundasicum P.R. Johnst., 1990
- Hypoderma epilobii Velen., 1947
- Hypoderma epimedii (Ces.) Kuntze, 1898
- Hypoderma equiseti Ellis & Everh., 1900
- Hypoderma ericae Tubeuf, 1885
- Hypoderma eucalypti Cooke & Harkn., 1884
- Hypoderma eupatorii Tehon, 1939
- Hypoderma euphorbiae (Rehm) Nannf., 1932
- Hypoderma exaridum (Cooke & Peck) Kuntze, 1898
- Hypoderma eximium (Ces.) Kuntze, 1898
- Hypoderma expallens (Schwein.) Cooke, 1875
- Hypoderma ferulae Lantieri, 2009
- Hypoderma fraxini (Pers.) DC., 1805
- Hypoderma frondicola Sacc.
- Hypoderma fuegianum (Speg.) Kuntze, 1898
- Hypoderma gaultheriae R.S. Hunt, 1980
- Hypoderma gentianae (Voglino) Kuntze, 1898
- Hypoderma gracile (Ehrenb.) Kuntze, 1898
- Hypoderma handelii Petr., 1947
- Hypoderma hansbroughii Darker, 1967
- Hypoderma hederae (T. Nees ex Mart.) De Not., 1847
- Hypoderma hedgcockii Dearn., 1926
- Hypoderma herbarum (Fr.) Kuntze, 1898
- Hypoderma heteromelis W. Phillips & Harkn., 1884
- Hypoderma heterosporum Butin, 1970
- Hypoderma hysterioides (Pers.) Kuntze, 1898
- Hypoderma ilicinum De Not., 1847
- Hypoderma insulare Tak. Kobay., 1976
- Hypoderma junipericola C.L. Hou, Y.R. Lin & M. Piepenbr., 2005
- Hypoderma juniperinum (Fr.) Kuntze, 1898
- Hypoderma kerriae Lambotte & Fautrey, 1899
- Hypoderma labiorum-aurantiorum H.C. Evans & Minter, 1986
- Hypoderma laminariae G.K. Sutherl., 1915
- Hypoderma laricinum (Duby ex Rabenh.) Kuntze, 1898
- Hypoderma lauri (Fr.) Duby, 1862
- Hypoderma ledi (Alb. & Schwein.) P. Karst.
- Hypoderma leptothecium (Speg.) Kuntze, 1898
- Hypoderma leschenaultii T.S. Ramakr. & Sundaram, 1955
- Hypoderma lethale Dearn., 1926
- Hypoderma liliense P.R. Johnst., 1991
- Hypoderma linderae C.L. Hou & M. Piepenbr., 2006
- Hypoderma lineare (Peck) Peck, 1878
- Hypoderma longisporum R. Hartig ex Thüm., 1872
- Hypoderma longissimum Tehon, 1939
- Hypoderma macrospora R. Hartig, 1874
- Hypoderma maculare (Fr.) Kuntze, 1898
- Hypoderma mahuianum P.R. Johnst.
- Hypoderma melaleucum (Fr.) Kuntze, 1898
- Hypoderma mexicanum F.A. Wolf, 1951
- Hypoderma mirabile Y.R. Lin & C.T. Zheng, 2013
- Hypoderma namyslowskii Birula, Dabrowski & Krolik., 1928
- Hypoderma neesii (Duby) Kuntze, 1898
- Hypoderma nervisequum DC., 1815
- Hypoderma nitidum De Not., 1847
- Hypoderma obtectum P.R. Johnst., 1990
- Hypoderma oleae Thüm., 1883
- Hypoderma orbiculare (Ehrenb.) Kuntze, 1898
- Hypoderma osmundae (Schwein.) Sacc., 1883
- Hypoderma oxyascum (Speg.) Kuntze, 1898
- Hypoderma oxycoccos (Fr.) Kuntze, 1898
- Hypoderma pacificensis Tehon, 1939
- Hypoderma paralinderae J.F. Zhang & Z.Y. Liu, 2020
- Hypoderma pedatum Darker, 1932
- Hypoderma petersii (Berk. & M.A. Curtis) Kuntze, 1898
- Hypoderma petiolicola (Fuckel) Kuntze, 1898
- Hypoderma pilgerodendri Butin, 1970
- Hypoderma pinastri (Schrad.) DC., 1805
- Hypoderma pini (Dearn.) Darker, 1932
- Hypoderma pinicola Brunch., 1893
- Hypoderma plantarum (Schwein.) Cooke, 1875
- Hypoderma platyplacum (Berk. & M.A. Curtis) Kuntze, 1898
- Hypoderma podocarpi Butin, 1970
- Hypoderma polygonati (Schwein.) Cooke, 1875
- Hypoderma ptarmicola Fairm., 1906
- Hypoderma pteridis (Schwein.) Sacc., 1883
- Hypoderma punctiforme (Fr.) Kuntze, 1898
- Hypoderma pusillum Ces., 1879
- Hypoderma qinlingense Y.M. Liang & C.M. Tian, 2005
- Hypoderma quercinum DC., 1805
- Hypoderma rhododendri Butin, 1970
- Hypoderma rhododendri-mariesii Y.R. Lin & S.J. Wang, 2004
- Hypoderma robergei (Desm.) Kuntze, 1898
- Hypoderma robustum Tubeuf, 1901
- Hypoderma rostrupii Lar.N. Vassiljeva, 1979
- Hypoderma rufilabrum (Berk. & M.A. Curtis) Duby, 1862
- Hypoderma sabinae (Fautrey) Kuntze, 1898
- Hypoderma saccatum Darker, 1932
- Hypoderma sarmentorum (De Not.) Rehm, 1896
- Hypoderma scirpinum DC., 1815
- Hypoderma seriatum (Lib.) Kuntze, 1898
- Hypoderma shimanense Y. Suto, 1984
- Hypoderma shiqii C.L. Hou & M. Piepenbr., 2006
- Hypoderma shiraianum (I. Miyake & Hara) I. Miyake & Hara, 1913
- Hypoderma siculum Lantieri, P.R. Johnst. & Medardi, 2011
- Hypoderma sigmoideum P.R. Johnst., 1990
- Hypoderma skimmiae Bat., Peres & S.H. Iqbal, 1967
- Hypoderma smilacicola C.L. Hou & M. Piepenbr., 2006
- Hypoderma smilacis (Schwein.) Rehm, 1881
- Hypoderma sphaerioides DC., 1815
- Hypoderma sphaeroides (Alb. & Schwein.) DC., 1815
- Hypoderma stephanandrae Y.R. Lin, Y.F. He & G.B. Ye, 2004
- Hypoderma sticheri P.R. Johnst., 1990
- Hypoderma striiformis DC., 1815
- Hypoderma strobi G.H. Otth, 1869
- Hypoderma strobicola Tubeuf, 1897
- Hypoderma sulcigenum Rostr., 1883
- Hypoderma tarandi L.
- Hypoderma tenellum Sacc., 1916
- Hypoderma thujae Durrieu, 1957
- Hypoderma tillandsiae P.R. Johnst., 1993
- Hypoderma tumidulum (Sacc., E. Bommer & M. Rousseau) Kuntze, 1898
- Hypoderma tunicatum Ellis & Everh., 1894
- Hypoderma typhinum Kuntze, 1898
- Hypoderma urniforme C.L. Hou & M. Piepenbr., 2007
- Hypoderma variegatum (Berk. & M.A. Curtis) Duby, 1862
- Hypoderma velatum (Berk.) Kuntze, 1898
- Hypoderma viburni T.S. Ramakr., Sriniv. & Sundaram, 1953
- Hypoderma vincetoxici (Duby) Sacc., 1883
- Hypoderma werthianum Henn., 1906
- Hypoderma xylomoides DC., 1805

### Publication originale
- (it) De Notaris, G, « Prime linee di una nuova disposizione de' Pirenomiceti Isterini », Giornale Botanico Italiano, vol. 2, nos 7-8,‎ 1847, p. 13